# Scottish FA Cup 2017/18
Der Scottish FA Cup wurde 2017/18 zum 133. Mal ausgespielt. Der wichtigste schottische Fußball-Pokalwettbewerb, der offiziell als William Hill Scottish Cup ausgetragen und vom Schottischen Fußballverband geleitet wurde, begann am 12. August 2017 und endete mit dem Finale am 19. Mai 2018 im Hampden Park von Glasgow. Als Titelverteidiger und gleichzeitiger Rekordsieger des Wettbewerbs startete Celtic Glasgow, das sich im Vorjahresfinale gegen den FC Aberdeen durchgesetzt hatte. Im diesjährigen Endspiel um den Schottischen Pokal standen sich der Titelverteidiger und der FC Motherwell gegenüber. Für Celtic war es das insgesamt 54. Pokalfinale seit 1877. Well erreichte zum 7. Mal das Endspiel seit 1931. Beide Vereine trafen dabei viermal im Endspiel aufeinander, erstmals 1931 und zuletzt im Jahr 2011. Im November 2017 trafen beide Vereine bereits im Finale des Scottish League Cup aufeinander bei dem Celtic mit 2:0 gewann. Nachdem Celtic bereits die schottische Meisterschaft und den Ligapokal gewonnen hatte, gewannen sie auch das Pokalendspiel mit 2:0. Damit holten sie zum 38. Mal den Pokal. Es war für Celtic das zweite nationale Triple in Folge und das fünfte insgesamt.

## Termine
Die Spielrunden werden an folgenden Terminen ausgetragen:
- 1. Vorrunde: 12. August 2017 (Sa.)
- 2. Vorrunde: 2. September 2017 (Sa.)
- 1. Hauptrunde: 23. September 2017 (Sa.)
- 2. Hauptrunde: 14. Oktober 2017 (Sa.)
- 3. Hauptrunde: 18. November 2017 (Sa.)
- 4. Hauptrunde: 20. Januar 2018 (Sa.)
- Achtelfinale: 10. Februar 2018 (Sa.)
- Viertelfinale: 3./4. März 2018 (Sa./So.)
- Halbfinale: 14./15. April 2018 (Sa./So.)
- Finale: 19. Mai 2018 (Sa.)

## Erste Vorrunde
Die 1. Vorrunde wurde am 10. Juli 2017 von Gemma Fay und Ifeoma Dieke ausgelost. Ausgetragen wurden die Begegnungen am 12. August 2017.
| Datum                       |                                    | Ergebnis |                                     |
| --------------------------- | ---------------------------------- | -------- | ----------------------------------- |
| 12. August 2017, 14:30 WESZ | Kelty Hearts (SJFA)                | 0:1      | Lothian Thistle Hutchison Vale (VI) |
| 12. August 2017, 15:00 WESZ | Burntisland Shipyard Amateurs (VI) | 0:7      | Colville Park (SAFA)                |
| 12. August 2017, 15:00 WESZ | Glenafton Athletic (SJFA)          | 6:0      | FC Newton Stewart (VI)              |

Freilose: Banks O’ Dee, FC Coldstream, FC Girvan, Glasgow University, Golspie Sutherland, Linlithgow Rose, Preston Athletic, St. Cuthbert Wanderers und Threave Rovers

## Zweite Vorrunde
Die 2. Vorrunde wurde am 10. Juli 2016 von Gemma Fay und Ifeoma Dieke ausgelost. Ausgetragen wurden die Begegnungen am 2. September 2017. Das Wiederholungsspiel fand am 9. September 2017.
| Datum                         |                                     | Ergebnis |                           |
| ----------------------------- | ----------------------------------- | -------- | ------------------------- |
| 2. September 2017, 15:00 WESZ | Banks O’ Dee (SJFA)                 | 2:1      | Linlithgow Rose (SJFA)    |
| 2. September 2017, 15:00 WESZ | Colville Park (SAFA)                | 5:0      | Preston Athletic (VI)     |
| 2. September 2017, 15:00 WESZ | Glasgow University (CAFL)           | 1:1      | Threave Rovers (VI)       |
| 2. September 2017, 15:00 WESZ | Glenafton Athletic (SJFA)           | 6:1      | Golspie Sutherland (NCFL) |
| 2. September 2017, 15:00 WESZ | Lothian Thistle Hutchison Vale (VI) | 4:0      | FC Coldstream (VI)        |
| 2. September 2017, 15:00 WESZ | St. Cuthbert Wanderers (VI)         | 3:5      | FC Girvan (SJFA)          |

Wiederholungsspiel
| Datum                         |                     | Ergebnis |                           |
| ----------------------------- | ------------------- | -------- | ------------------------- |
| 9. September 2017, 15:00 WESZ | Threave Rovers (VI) | 2:1      | Glasgow University (CAFL) |

## Erste Hauptrunde
Die 1. Hauptrunde wurde am 2. September 2017 von David Hay und Donnie Fergusson ausgelost. Ausgetragen wurden die Begegnungen zwischen dem 22. und 24. September 2017. Die Wiederholungsspiele fanden am 30. September 2017 statt.
| Datum                          |                                     | Ergebnis |                            |
| ------------------------------ | ----------------------------------- | -------- | -------------------------- |
| 22. September 2017, 19:45 WESZ | FC Spartans (V)                     | 3:0      | FC Vale of Leithen (V)     |
| 23. September 2017, 15:00 WESZ | Banks O’ Dee (SJFA)                 | 4:0      | FC Huntly (V)              |
| 23. September 2017, 15:00 WESZ | Brora Rangers (V)                   | 5:0      | FC Girvan (SJFA)           |
| 23. September 2017, 15:00 WESZ | Civil Service Strollers (V)         | 2:1      | Strathspey Thistle (V)     |
| 23. September 2017, 15:00 WESZ | FC Clachnacuddin (V)                | 8:0      | FC Fort William (V)        |
| 23. September 2017, 15:00 WESZ | Colville Park (SAFA)                | 2:1      | Cumbernauld Colts (V)      |
| 23. September 2017, 15:00 WESZ | FC Deveronvale (V)                  | 3:1      | Hawick Royal Albert (V)    |
| 23. September 2017, 15:00 WESZ | Edinburgh University (V)            | 2:1      | FC Lossiemouth (V)         |
| 23. September 2017, 15:00 WESZ | Edusport Academy (V)                | 1:1      | FC Rothes (V)              |
| 23. September 2017, 15:00 WESZ | Formartine United (V)               | 2:1      | Turriff United (V)         |
| 23. September 2017, 15:00 WESZ | FC Fraserburgh (V)                  | 2:1      | Forres Mechanics (V)       |
| 23. September 2017, 15:00 WESZ | Gala Fairydean Rovers (V)           | 0:2      | FC Keith (V)               |
| 23. September 2017, 15:00 WESZ | Glenafton Athletic (SJFA)           | 4:0      | Threave Rovers (VI)        |
| 23. September 2017, 15:00 WESZ | Lothian Thistle Hutchison Vale (VI) | 3:2      | Inverurie Loco Works (V)   |
| 23. September 2017, 15:00 WESZ | Nairn County (V)                    | 1:0      | Whitehill Welfare (V)      |
| 23. September 2017, 15:00 WESZ | FC Selkirk (V)                      | 4:0      | Gretna 2008 (V)            |
| 23. September 2017, 15:00 WESZ | Wick Academy (V)                    | 2:2      | University of Stirling (V) |
| 24. September 2017, 14:00 WESZ | BSC Glasgow (V)                     | 1:0      | Dalbeattie Star (V)        |

Wiederholungsspiele
| Datum                          |                            | Ergebnis |                      |
| ------------------------------ | -------------------------- | -------- | -------------------- |
| 30. September 2017, 15:00 WESZ | FC Rothes (V)              | 1:3      | Edusport Academy (V) |
| 30. September 2017, 15:00 WESZ | University of Stirling (V) | 1:0      | Wick Academy (V)     |

## Zweite Hauptrunde
Die 2. Hauptrunde wurde am 23. September 2017 ausgelost. Ausgetragen wurden die Begegnungen am 13. und 14. Oktober 2017.
| Datum                        |                             | Ergebnis |                                     |
| ---------------------------- | --------------------------- | -------- | ----------------------------------- |
| 13. Oktober 2017, 19:45 WESZ | Edinburgh City (IV)         | 0:1      | FC Stenhousemuir (IV)               |
| 14. Oktober 2017, 15:00 WESZ | Banks O’ Dee (SJFA)         | 2:0      | FC Selkirk (V)                      |
| 14. Oktober 2017, 15:00 WESZ | Berwick Rangers (IV)        | 1:0      | Annan Athletic (IV)                 |
| 14. Oktober 2017, 15:00 WESZ | Buckie Thistle (V)          | 6:2      | BSC Glasgow (V)                     |
| 14. Oktober 2017, 15:00 WESZ | Civil Service Strollers (V) | 0:5      | Brora Rangers (V)                   |
| 14. Oktober 2017, 15:00 WESZ | FC Cowdenbeath (IV)         | 0:1      | FC East Kilbride (V)                |
| 14. Oktober 2017, 15:00 WESZ | FC Deveronvale (V)          | 0:2      | Glenafton Athletic (SJFA)           |
| 14. Oktober 2017, 15:00 WESZ | Edinburgh University (V)    | 0:2      | FC Fraserburgh (V)                  |
| 14. Oktober 2017, 15:00 WESZ | Elgin City (IV)             | 3:1      | Edusport Academy (V)                |
| 14. Oktober 2017, 15:00 WESZ | Formartine United (V)       | 4:0      | FC East Stirlingshire (V)           |
| 14. Oktober 2017, 15:00 WESZ | FC Keith (V)                | 0:3      | FC Clyde (IV)                       |
| 14. Oktober 2017, 15:00 WESZ | FC Montrose (IV)            | 4:1      | University of Stirling (V)          |
| 14. Oktober 2017, 15:00 WESZ | Nairn County (V)            | 1:2      | Cove Rangers (V)                    |
| 14. Oktober 2017, 15:00 WESZ | FC Peterhead (IV)           | 9:0      | Colville Park (SAFA)                |
| 14. Oktober 2017, 15:00 WESZ | FC Spartans (V)             | 5:0      | FC Clachnacuddin (V)                |
| 14. Oktober 2017, 15:00 WESZ | Stirling Albion (IV)        | 3:5      | Lothian Thistle Hutchison Vale (VI) |

## Dritte Hauptrunde
Die 3. Hauptrunde wurde am 15. Oktober 2017 ausgelost. Ausgetragen wurden die Begegnungen am 18. November 2017. Das Wiederholungsspiel fand am 21. November 2017 statt.
| Datum                        |                                     | Ergebnis |                           |
| ---------------------------- | ----------------------------------- | -------- | ------------------------- |
| 18. November 2017, 13:00 WEZ | Lothian Thistle Hutchison Vale (VI) | 1:7      | FC St. Mirren (II)        |
| 18. November 2017, 15:00 WEZ | Airdrieonians FC (III)              | 2:3      | Cove Rangers (V)          |
| 18. November 2017, 15:00 WEZ | FC Arbroath (III)                   | 3:0      | Berwick Rangers (IV)      |
| 18. November 2017, 15:00 WEZ | Banks O’ Dee (SJFA)                 | 2:6      | Ayr United (III)          |
| 18. November 2017, 15:00 WEZ | Buckie Thistle (V)                  | 2:3      | Brechin City (II)         |
| 18. November 2017, 15:00 WEZ | FC Clyde (IV)                       | 0:2      | FC East Fife (III)        |
| 18. November 2017, 15:00 WEZ | FC Dumbarton (II)                   | 1:0      | Elgin City (IV)           |
| 18. November 2017, 15:00 WEZ | FC East Kilbride (V)                | 3:4      | Albion Rovers (III)       |
| 18. November 2017, 15:00 WEZ | Formartine United (V)               | 1:0      | Forfar Athletic (III)     |
| 18. November 2017, 15:00 WEZ | FC Livingston (II)                  | 2:0      | Glenafton Athletic (SJFA) |
| 18. November 2017, 15:00 WEZ | FC Montrose (IV)                    | 0:0      | Queen of the South (II)   |
| 18. November 2017, 15:00 WEZ | FC Peterhead (IV)                   | 3:0      | Raith Rovers (III)        |
| 18. November 2017, 15:00 WEZ | FC Queen’s Park (III)               | 1:4      | Dunfermline Athletic (II) |
| 18. November 2017, 15:00 WEZ | FC Spartans (V)                     | 1:2      | FC Fraserburgh (V)        |
| 18. November 2017, 15:00 WEZ | FC Stenhousemuir (IV)               | 1:2      | Alloa Athletic (III)      |
| 18. November 2017, 15:00 WEZ | FC Stranraer (III)                  | 0:1      | Brora Rangers (V)         |

Wiederholungsspiel
| Datum                        |                         | Ergebnis |                  |
| ---------------------------- | ----------------------- | -------- | ---------------- |
| 21. November 2017, 19:45 WEZ | Queen of the South (II) | 2:1      | FC Montrose (IV) |

## Vierte Hauptrunde
Die 4. Hauptrunde wurde am 20. November 2017 ausgelost. Ausgetragen wurden die Begegnungen zwischen dem 20. und 31. Januar 2018. Das Wiederholungsspiel fand am 30. Januar 2018 statt.
| Datum                      |                           | Ergebnis |                                   |
| -------------------------- | ------------------------- | -------- | --------------------------------- |
| 20. Januar 2018, 12:15 WEZ | FC Aberdeen (I)           | 4:1      | FC St. Mirren (II)                |
| 20. Januar 2018, 15:00 WEZ | Alloa Athletic (III)      | 0:2      | Dundee United (II)                |
| 20. Januar 2018, 15:00 WEZ | Ayr United (III)          | 4:1      | FC Arbroath (III)                 |
| 20. Januar 2018, 15:00 WEZ | Celtic Glasgow (I)        | 5:0      | Brechin City (II)                 |
| 20. Januar 2018, 15:00 WEZ | FC Dundee (I)             | 2:2      | Inverness Caledonian Thistle (II) |
| 20. Januar 2018, 15:00 WEZ | Dunfermline Athletic (II) | 1:2      | Greenock Morton (II)              |
| 20. Januar 2018, 15:00 WEZ | FC East Fife (III)        | 0:1      | Brora Rangers (V)                 |
| 20. Januar 2018, 15:00 WEZ | FC Kilmarnock (I)         | 1:0      | Ross County                       |
| 20. Januar 2018, 15:00 WEZ | FC Motherwell (I)         | 2:0      | Hamilton Academical (I)           |
| 20. Januar 2018, 15:00 WEZ | Queen of the South (II)   | 1:2      | Partick Thistle (I)               |
| 21. Januar 2018, 14:05 WEZ | Heart of Midlothian (I)   | 1:0      | Hibernian Edinburgh (I)           |
| 23. Januar 2018, 19:45 WEZ | FC Livingston (II)        | 0:1      | FC Falkirk (II)                   |
| 23. Januar 2018, 19:45 WEZ | FC Peterhead (IV)         | 2:3      | FC Dumbarton (II)                 |
| 29. Januar 2018, 19:45 WEZ | Albion Rovers (III)       | 0:4      | FC St. Johnstone (I)              |
| 30. Januar 2018, 20:00 WEZ | Formartine United (V)     | 0:2      | Cove Rangers (V)                  |
| 31. Januar 2018, 19:45 WEZ | FC Fraserburgh (V)        | 0:3      | Glasgow Rangers (I)               |

Wiederholungsspiel
| Datum                      |               | Ergebnis |                                   |
| -------------------------- | ------------- | -------- | --------------------------------- |
| 30. Januar 2018, 19:45 WEZ | FC Dundee (I) | 1:0      | Inverness Caledonian Thistle (II) |

## Fünfte Hauptrunde
Die 5. Hauptrunde wurde am 21. Januar 2018 von Amy Macdonald und David Weir ausgelost. Ausgetragen wurden die Begegnungen am 10. und 11. Februar 2018.
| Datum                       |                         | Ergebnis |                      |
| --------------------------- | ----------------------- | -------- | -------------------- |
| 10. Februar 2018, 12:15 WEZ | Celtic Glasgow (I)      | 3:2      | Partick Thistle (I)  |
| 10. Februar 2018, 15:00 WEZ | FC Dundee (I)           | 0:2      | FC Motherwell (I)    |
| 10. Februar 2018, 15:00 WEZ | Cove Rangers (V)        | 1:3      | FC Falkirk (II)      |
| 10. Februar 2018, 15:00 WEZ | Greenock Morton (II)    | 3:0      | FC Dumbarton (II)    |
| 10. Februar 2018, 15:00 WEZ | Heart of Midlothian (I) | 3:0      | FC St. Johnstone (I) |
| 10. Februar 2018, 15:00 WEZ | FC Kilmarnock (I)       | 4:0      | Brora Rangers (V)    |
| 11. Februar 2018, 14:30 WEZ | Ayr United (III)        | 1:6      | Glasgow Rangers (I)  |
| 11. Februar 2018, 16:30 WEZ | FC Aberdeen (I)         | 4:2      | Dundee United (II)   |

## Viertelfinale
Das Viertelfinale wurde am 11. Februar 2018 von Russell Anderson und Rachel Corsie ausgelost. Ausgetragen wurden die Begegnungen am 3. und 4. März 2018. Das Wiederholungsspiel fand am 13. März 2018 statt.
| Datum                   |                     | Ergebnis |                         |
| ----------------------- | ------------------- | -------- | ----------------------- |
| 3. März 2018, 12:30 WEZ | Celtic Glasgow (I)  | 3:0      | Greenock Morton (II)    |
| 3. März 2018, 15:00 WEZ | FC Aberdeen (I)     | 1:1      | FC Kilmarnock (I)       |
| 4. März 2018, 14:15 WEZ | FC Motherwell (I)   | 2:1      | Heart of Midlothian (I) |
| 4. März 2018, 16:15 WEZ | Glasgow Rangers (I) | 4:1      | FC Falkirk (II)         |

Wiederholungsspiel
| Datum                    |                   | Ergebnis              |                 |
| ------------------------ | ----------------- | --------------------- | --------------- |
| 13. März 2018, 19:45 WEZ | FC Kilmarnock (I) | 1:1 n. V. (2:3 i. E.) | FC Aberdeen (I) |

## Halbfinale
Das Halbfinale wurde am 4. März 2018 von Neil Alexander und Gordon Reid ausgelost. Ausgetragen wurden die Begegnungen am 14. und 15. April 2018 im Hampden Park von Glasgow.
| Datum                      |                    | Ergebnis |                     |
| -------------------------- | ------------------ | -------- | ------------------- |
| 14. April 2018, 12:15 WESZ | FC Motherwell (I)  | 3:0      | FC Aberdeen (I)     |
| 15. April 2018, 14:30 WESZ | Celtic Glasgow (I) | 4:0      | Glasgow Rangers (I) |

## Finale
| Celtic Glasgow                         | Celtic Glasgow | FC Motherwell | FC Motherwell |
| -------------------------------------- | --- | --- | ------------- |
| Celtic Glasgow                         | \| 19. Mai 2018 in Glasgow (Hampden Park) \| \| Ergebnis: 2:0 (2:0) \| \| Zuschauer: 49.967 \| \| Schiedsrichter: Kevin Clancy \| \| Spielbericht \| | \| 19. Mai 2018 in Glasgow (Hampden Park) \| \| Ergebnis: 2:0 (2:0) \| \| Zuschauer: 49.967 \| \| Schiedsrichter: Kevin Clancy \| \| Spielbericht \|                                                                                            | FC Motherwell |
| Celtic Glasgow                         | Craig Gordon – Mikael Lustig, Dedryck Boyata, Kristoffer Ajer (76. Jozo Šimunović), Kieran Tierney – Scott Brown , Olivier Ntcham, James Forrest (90. Scott Sinclair), Tom Rogic (72. Stuart Armstrong) – Callum McGregor, Moussa Dembélé Cheftrainer: Brendan Rodgers ( Nordirland) | Trevor Carson – Cédric Kipré, Tom Aldred, Charles Dunne – Chris Cadden, Allan Campbell (78. Elliott Frear), Carl McHugh (56. Gaël Bigirimana), Liam Grimshaw, Richard Tait – Curtis Main, Ryan Bowman Cheftrainer: Steve Robinson ( Nordirland) | FC Motherwell |
| Celtic Glasgow                         | 1:0 Callum McGregor (11.) 2:0 Olivier Ntcham (24.) | | FC Motherwell |
| Celtic Glasgow                         | Dedryck Boyata (79.) | Richard Tait (36.), Liam Grimshaw (44.), Allan Campbell (62.) | FC Motherwell |
| 19. Mai 2018 in Glasgow (Hampden Park) | | |               |
| Ergebnis: 2:0 (2:0)                    | | |               |
| Zuschauer: 49.967                      | | |               |
| Schiedsrichter: Kevin Clancy           | | |               |
| Spielbericht                           | | |               |

## Die Siegermannschaft von Celtic Glasgow
(Berücksichtigt wurden Spieler mit mindestens einem Einsatz; in Klammern sind die Einsätze und Tore angegeben)
| 1. | Celtic Glasgow |
|    | - Tor: Dorus de Vries (2/0), Craig Gordon (3/0) - Abwehr: Kristoffer Ajer (5/0), Dedryck Boyata (3/1), Marvin Compper (1/0), Mikael Lustig (4/0), Jozo Šimunović (3/0), Kieran Tierney (5/0) - Mittelfeld: Stuart Armstrong (1/0), Nir Biton (1/0), Scott Brown (5/0), Kouassi Eboue (2/0), James Forrest (5/4), Callum McGregor (5/2), Charly Musonda (2/0), Olivier Ntcham (5/3), Tom Rogić (3/1) - Angriff: Odsonne Édouard (3/2), Moussa Dembélé (4/3), Leigh Griffiths (1/0), Patrick Roberts (1/0), Scott Sinclair (5/1), Michael Johnston (1/0) - Trainer: Brendan Rodgers |